# František Ostrý
František Ostrý (24. listopadu 1878 Trhové Sviny – 2. dubna 1952 Ostrava) byl československý politik a meziválečný poslanec Národního shromáždění za Československou živnostensko-obchodnickou stranu středostavovskou.

## Biografie
Profesí byl obchodníkem a starostou obchodního gremia. Bydlel v Moravské Ostravě.
Už v roce 1919 se stal členem ústředního výboru živnostenské strany. V parlamentních volbách v roce 1925 se stal za Československou živnostensko-obchodnickou stranu středostavovskou poslancem Národního shromáždění. Mandát obhájil v parlamentních volbách v roce 1929 a parlamentních volbách v roce 1935. Poslanecké křeslo si oficiálně podržel do zrušení parlamentu roku 1939. Krátce předtím ještě na podzim 1938 přestoupil do poslaneckého klubu nově utvořené Strany národní jednoty.